# 巴顿·比格斯
巴顿·迈克尔·比格斯（英語：Barton Michael Biggs，1932年11月26日—2012年7月14日），是摩根士丹利的首席战略官，创立了摩根士丹利的研究部。

## 作品
- 《对冲基金风云录》（2007年）
- 《癫狂与恐慌》（2016年）
- 《二战股市风云录》（2011年）